# حيوانات مكعبة
الحيوانات المكعبة (الاسم العلمي Carybdeida)، هي رتبة من المكعبيات، وتضم هذه الرتبة خمس فصائل، وهي حيوانات تغطى المدوسة على حياتها، وكانت حتى عهد قريب تعد من الفنجانيات باسم المدوسات المكعبة.